# Каспар Дьонхоф
Каспар Дьонхоф (на немски: Kaspar Dönhoff; Caspar Fürst von Dönhoff; * 1 януари 1587; † 4 юли 1645 във Варшава) е граф (1635) и княз (1637), войвода на Дорпат (1627 – 1634) и Шерадз (1634 – 1645), също полски оберхофмаршал (1639).
Произлиза от полско-пруския благороднически род фон Дьонхоф. Той е син на Герхард V фон Дьонхоф (1554 – 1598), господар на Котц, войвода на Дорпат, и съпругата му Маргарета фон Цвайфел (ок. 1560 – 1622), дъщеря на Герлах фон фон Цвайфел († 1581) и Юдит фон Ширщедт. Брат е на граф Магнус Ернст Дьонхоф (1581 – 1642), войвода на Пярну, полски дипломат, и граф Герхард Дьонхоф (1590 – 1648), полковник Херман фон Дьонхоф (1591 – 1620), Йохан фон Дьонхоф († сл. 1592) и на Анна фон Дьонхоф (1585 – 1633/1639), омъжена за Херман фон Майдел († 1640/1642).
Каспар Дьонхоф е 1627 – 1634 г. войвода на Дорпат и (1634 – 1645) на Шерадз, кралски ритмайстер, от 1639 г. дворцов маршал на кралицата и старост на селища.
Той е тесен съветник на крал Сигизмунд III Васа. За крал Владислав IV Васа той е пратеник при императора, за да вербува за годеницата му Цецилия Рената Австрийска.
Каспар Дьонхоф заедно с братята му Магнус Ернст Дьонхоф († 1642) и Герхард Дьонхоф († 1648) е издигнат на 11 януари 1633 г. във Виена от кайзер Фердинанд II на имперски граф. На 8 август 1637 г. Каспар е издигнат на имперски княз и крон-маршал, заради успешното вербуване за женитбата на краля.
Каспар Дьонхоф е много богат и строи барок дворец резиденция. и вече е близо до Варшава. Той е погребан в построената от него фамилна гробна капела в Ясна Гора.
Каспар Дьонхоф е прародилел на имперските князе Дьонхоф (на полски Денхоф), които живеят в Полша, но измират по мъжка линия през 1745 г.

## Фамилия
Каспар Дьонхоф се жени 1615 г. за Анна Александра Кониецполска († февруари 1651, Варшава). Те имат децата:
- Александер Денхоф († 1671), принц вон Дьонхоф
- Зигмунт Ернест Денхоф († 1655), принц вон Дьонхоф, женен за княгиня Анна Тереза Осолинска († 1651), родители на Жерзи Албрехт Денхоф, архиепископ на Краков (1701 – 1702)
- Станислаус Адолф Денхоф (* 1617/1620; † 1653), княз фон Дьонхоф, женен за Анна Еуфемия Радзивиовна (* 1628; † 23 април 1663)
- Анна Денхоф (* 1620/1622; † 1656/1658), омъжена за Богуслав Лешчински (* 1614; † 2 септември 1659, Варшава),

баба на полския крал Станислав Лешчински и така прабаба на френската кралица Мария Лешчинска